# Aaron Glascock
Aaron Glascock ist ein Tontechniker, der 2015 zusammen mit Martín Hernández für den Oscar für den Tonschnitt bei Birdman oder (Die unverhoffte Macht der Ahnungslosigkeit) nominiert wurde. Er war seit  Mitte der 1980er Jahre an der Tontechnik von über 70 Filmen beteiligt. Für seine Arbeit bei Good Night, and Good Luck wurde er 2006 für einen Golden Reel Award der Motion-Picture-Sound-Editors-Gesellschaft nominiert.

## Filmographie
- 1984: Desperate Teenage Lovedolls (als Schauspieler)
- 1989: Heart of Dixie
- 1989: Sex, Lügen und Video (Sex, Lies and Videotape, als Ausstatter)
- 1990: RoboCop 2
- 1993: König der Murmelspieler (King of the Hill)
- 1995: Showgirls
- 1997: Das fünfte Element (The Fifth Element)
- 1998: Out of Sight
- 1999: The Green Mile
- 2000: Traffic – Macht des Kartells (Traffic)
- 2000: Erin Brockovich
- 2001: Ocean’s Eleven
- 2002: Geständnisse – Confessions of a Dangerous Mind (Confessions of a Dangerous Mind)
- 2004: Blade: Trinity
- 2005: Good Night, and Good Luck
- 2007: Ocean’s 13
- 2008: Ein verlockendes Spiel (Leatherheads)
- 2009: The Unborn
- 2010: The Town – Stadt ohne Gnade (The Town)
- 2011: Crazy, Stupid, Love.
- 2012: The Lucky One – Für immer der Deine (The Lucky One)
- 2013: Side Effects – Tödliche Nebenwirkungen (Side Effects)
- 2014: Birdman oder (Die unverhoffte Macht der Ahnungslosigkeit) (Birdman or (The Unexpected Virtue of Ignorance))
- 2015: Anomalisa